# Eugenio Montale
Eugenio Montale (12 tháng 10 năm 1896 - 12 tháng 9 năm 1981) là nhà thơ, nhà văn, dịch giả và biên tập viên, nhà phê bình văn học người Ý, đoạt giải Nobel Văn học năm 1975. Ông được công nhận là nhà thơ Ý trữ tình vĩ đại kể từ sau Giacomo Leopardi.

## Tiểu sử
Ông sinh năm 1896 tại Genova, Ý. Từ nhỏ do bị ốm nặng không đến trường được nên ông đọc rất nhiều sách văn học, triết học, thu lượm nhiều kiến thức về văn hóa, âm nhạc, hội họa, tư tưởng nghệ thuật của những triết gia hàng đầu châu Âu. Trong Chiến tranh thế giới thứ nhất ông là sĩ quan bộ binh, chiến đấu ở mặt trận nước Áo 2 năm. Ông làm giám đốc thư viện Gabinetto Vieusseux trong 10 năm.

## Sự nghiệp

Eugenio Montale

Năm 1925 ông xuất bản tập thơ đầu tiên Ossi di seppia (Những chiếc mai cá mực) được dư luận chú ý bởi giọng thơ cách tân khác biệt với những nhà thơ đương thời. Phong cách thơ của Montale gần gũi với T. S. Eliot, không ngẫu nhiên mà ông dịch The Waste Land (Đất hoang) của Eliot ra tiếng Ý. Năm 1948 ông bắt đầu viết phê bình văn học và âm nhạc cho tờ Corriere della Sera, một nhật báo uy tín ở Milano. Năm 1956 Montale cho ra đời tập thơ được đánh giá là tiêu biểu nhất của ông La bufera e altro (Giông tố và những bài thơ khác). Các tác phẩm của ông mang đậm vẻ đẹp của nền văn hóa Ý và nêu cao tinh thần chống chủ nghĩa phát xít. Ngôn ngữ thơ ông gần với tiếng Ý bình dân. Năm 1967, ông được bổ nhiệm là thượng nghị sĩ trọn đời của Quốc hội Ý. Năm 1975 Montale nhận giải Nobel vì "các tác phẩm thơ ca đặc sắc thể hiện quan điểm và cảm xúc lớn lao về một cuộc sống bị tước bỏ ảo ảnh". Sự tìm tòi một ngôn ngữ thơ nguyên thủy khiến Montale trở thành một trong những nhà thơ lớn nhất của Ý trong thế kỷ 20. Thơ của ông được dịch ra nhiều thứ tiếng, trong đó có tiếng Việt.
Ông mất năm 1981 tại Milano, thọ 85 tuổi.

## Tác phẩm
- Ossi di seppia (Những chiếc mai cá mực, 1925), thơ
- Lacasa dei doganieri edaltri versi (Ngôi nhà hải quan và các bài thơ khác, 1932), thơ
- Le Occasioni (Cơ hội, 1939), thơ
- Finisterre (Cuối đất, 1943), thơ
- La bufera e altro (Giông tố và những bài thơ khác, 1956), thơ
- Xenia (1966), thơ
- Satura (1971), thơ
- Diario del 71 del 72 (Nhật ký năm 71 và 72), thơ
- New poem (Thơ mới, 1976), thơ
- Quaderno di quattro anni (Sổ ghi chép trong bốn năm, 1977), thơ

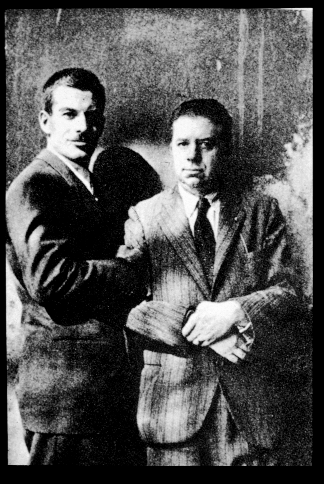
Vittorini và Montale